# 古愛金
古愛金（1976年6月8日—），已退役印尼女子羽毛球運動員，曾於東南亞運動會羽球比賽獲得兩面女子團體金牌（1999年、2001年）及一面女子單打金牌（1999年）。

## 選手生涯
古愛金在1997年印度公開賽奪下女子單打冠軍後開始受到關注。1998年入選優霸盃代表隊並助印尼隊晉級決賽。1999年，古愛金在瑞士公開賽奪得女單冠軍，以及在東南亞運動會羽球比賽以主力身分奪下女子團體、女子單打冠軍。其後，古愛金受傷勢影響多次缺席重要國際賽事。

## 主要比賽成績
只列出曾進入準決賽的國際賽事成績：
| 年份   | 賽事                 | 項目     | 成績   |
| ------ | -------------------- | -------- | ------ |
| 1997年 | 印度羽毛球公開賽     | 女子單打 | 冠軍   |
| 1998年 | 優霸盃               | 女子團體 | 亞軍   |
| 1998年 | 印度尼西亞羽球公開賽 | 女子單打 | 準決賽 |
| 1998年 | 亞洲運動會羽毛球比賽 | 女子團體 | 銅牌   |
| 1999年 | 瑞士羽毛球公開賽     | 女子單打 | 冠軍   |
| 1999年 | 蘇迪曼盃             | 混合團體 | 季軍   |
| 1999年 | 東南亞運動會羽球比賽 | 女子團體 | 金牌   |
| 1999年 | 東南亞運動會羽球比賽 | 女子單打 | 金牌   |
| 2001年 | 印度尼西亞羽球公開賽 | 女子單打 | 準決賽 |
| 2001年 | 東南亞運動會羽球比賽 | 女子團體 | 金牌   |

## 外部連結
- 古爱金在BWFBadminton.com（英语）
- 古爱金在BWF.TournamentSoftware.com（英语）